# 客製化路由器韌體清單
路由器韌體，亦即路由器所用之作業系統，屬於嵌入式系統的一種。一般路由器廠商都有各自的私有韌體，但也有不少廠商使用的是基於Linux內核或是其他類Unix系統內核的設計，因像是Linux內核這樣採用強制開放原始碼許可協定的使然，使第三方個人或團隊（這裡的「第三方」，指的是非路由器廠商）基於廠商釋出的韌體原始碼及硬體技術資料，來開發、客制化路由器韌體成為可能。
由於有自由軟體的屬性，網通產品廠商一般可以在遵照韌體授權條款的情況下利用這些第三方韌體進行二次開發（如高通IPQ806x網通產品解決方案的SDK，即基於OpenWRT進行二次開發），由於一些韌體（包括所用的C/C++標準庫）的授權條款（如GPL）是要求修改過的韌體也必須開放原始碼，曾經有廠商沒有遵照條款而導致訴訟案的發生（如自由軟體基金會訴思科案）。
本條目（清單）收錄較為知名的、由第三方製作並維護的（無線）客製路由器韌體、路由軟體套件專案。大部分的軟體套件都基於Linux內核，常見支援的廠商有像是Cisco/Linksys、華碩、Netgear等傳統廠商的，也有像D-Link、TP-Link、Tenda、華為等廠商的部分型號也有支援。由於硬體方案不盡相同，而常見的路由器又多是嵌入式系統設計，所以它們的支援度也會隨著硬體設計方案及相應的驅動程式、開發套件是否公開可得、以及更新與否，而有所差異。而一台個人電腦所具備的硬體，添加網路相關裝置（像是網路適配器等）以後也可以安裝有硬體支援的路由器韌體，來達成一台路由器的功用（俗稱「軟路由」）。

## 清單

### 基於Linux
以下是基於Linux核心的第三方韌體：
- OpenWrt – 自由及開放原始碼軟體，這個專案基於WRT-54G使用的專用Linux韌體重寫，現發展成相當於一種Linux套件的存在。提供一種合併的SquashFS/JFFS2檔案系統以及一套名為「opkg」的軟體套件管理方案。[1]本韌體專案的一個最大特點是高度定制性，超過3,000多個可用的軟體套件（僅計使用GPL協定散佈的套件）。也有不少所謂「智慧型路由器」（例如極路由），其韌體實則是基於OpenWRT及相關的一些軟體套件（如VPN連線等）訂製、並附加私有的Web管理界面和私有软件套件而來[2][3][4]
  - Commotion Wireless - 網狀網絡
  - DD-WRT – 基於OpenWrt v0.23版（2005年12月）的內核重寫，目前分為商業付費版和免費版[5]，在LEDE建立之前是OpenWRT最知名的分支專案
  - Gargoyle（英语：Gargoyle (router firmware)） – 俗稱「石像鬼」，一個基於OpenWrt的Linux套件，主要支援一系列基於Broadcom或Atheros的無線路由器
  - LEDE – 基於OpenWrt派生專案，基本沿用OpenWrt的版本管理和套件管理，但支援的新裝置更多（是所有OpenWRT分支版本中裝置支援數量最多的）
  - libreCMC – 一個自由軟體基金會支持的、基於OpenWRT的派生專案，移除了沒有原始碼公開的專有二進位物件[6]
  - PandoraBox - 基於OpenWRT（當前部分較新型號的路由器則是基於LEDE），前稱DreamBox，主要由中國大陸的開發者Lintel發起，對OpenWRT/LEDE按中國的使用者習慣進行在地化，包含了一些原OpenWRT/LEDE中需要另行下載安裝的專有驅動程式及二進位執行檔。[7]由於中國大陸的網路存取openwrt.org較為緩慢，原始碼（也回饋至openwrt.org）和預編譯軟體包主要存放於openwrt.org.cn上[8][9][10]
  - Roofnet – 一個無線社區網路（英语：Wireless community network）計劃
  - ROOter – 基於OpenWrt的套件，專注於將廉價的低階路由器和3G/4G數據機結合成為3G/4G路由器，支援行動網路信號資訊顯示

- DebWRT – 將OpenWrt和Debian的dpkg软件包管理系统整合的自由及開放原始碼之路由器韌體[11]

- HyperWRT – 早期專注於效能和功能提升的韌體專案，盡量與WRT54G和WRT54GS（英语：Linksys WRT54G series）的原廠韌體保持相近但提供傳輸功率控制、連接埠觸發器、腳本、telnet等功能
  - Tomato – HyperWRT的繼任者，另外新增了進階QoS、Ajax和SVG圖形化統計報表顯示
    - Tomato by Shibby[12]
    - Toastman's Tomato[13]
    - AdvancedTomato[14]
    - Tomato Phoenix - 主要增進Tomato韌體對聯發科技的路由器晶片組解決方案的支援[15]
    - Asuswrt[16]，基於Tomato-RT/Tomato-USB，一般用於華碩推出的路由器上
      - Asuswrt-Merlin[17]，即「梅林」韌體，除了華碩的路由器產品以外，其他廠商硬體方案與華碩的產品類似的也可以安裝使用（一般是Broadcom晶片組解決方案的產品，也有一些高通Athero晶片組方案的支援）

- Padavan - 最初由Andy Padavan基於華碩釋出的、基於聯發科技晶片組的RT-N56u韌體之原始碼來開發，後來也被移植至一些使用聯發科技晶片組解決方案的路由器上[18][19]

- Zeroshell – 適用於路由器、網路橋接器的，帶有VPN、QoS、負載均衡以及其它額外功能的

### 基於BSD
以下是基於BSD Unix內核的路由器韌體：
- FreeBSD - 自由及開放原始碼作業系統（採用BSD授權條款）
  - zrouter – 基於FreeBSD的路由器韌體[20]
  - BSD Router Project - 基於FreeBSD的路由器韌體專案，並包括了Quagga（英语：Quagga (software)）和Bird（英语：Bird (software)）軟體[21][22]
  - m0n0wall - m0n0wall基建於FreeBSD，可從12MB容量的存儲媒體（像是快閃記憶體或是CD-ROM）中開機使用
  - pfsense - 一種基於FreeBSD的開放原始碼防火牆/路由器軟體套件，適用於個人電腦或伺服器（包括虛擬機器）
  - OPNsense - pfsense的一個復刻分支

## 閱讀更多
- Henry, Alan. . Lifehacker. Gawker Media. 2015-04-01  [2016-06-16]. （原始内容存档于2016-06-16）.
- DD-WRT和OpenWRT的比較、有什麼不同（页面存档备份，存于）
- DD-WRT的功能和目的：人刷我又刷到底爲了什麽？（页面存档备份，存于）
- openwrt bridge AP 网络模式